# Zásilka (film)
Zásilka  (v originále The Package) je americký akční film z roku 2012, který režíroval Jesse V. Johnson. Ve filmu hrají Steve Austin a Dolph Lundgren. Film byl natáčen v Abbotsfordu, Langley a Vancouveru v Britské Kolumbii v Kanadě od 14. února do 5. března 2012.

## Zápletka
Tommy Wicker musí doručit balík záhadnému zločinci známému pod pseudonymem "Němec", aniž by tušil, co v balíku je. Zdá se však, že to bude jen další zakázka. Nejprve se skupina zločinců pokusí zmocnit se balíku tím, že vyhodí Tommyho auto do vzduchu a zabijí jeho partnera. Tommy se však s balíkem dokáže zachránit. Zločinci i "Němec" se k němu snaží dostat, ale Tommy se umí bránit.

## Obsazení
- Steve Austin jako Tommy Wicker
- Dolph Lundgren jako "Němec"
- Eric Keenleyside jako Doug "Big Doug"
- Mike Dopud jako Julio
- John Novak jako Nicholas
- Kristen Kerr jako Darla Wicker
- Darren Shahlavi jako Devon
- Paul Wu jako Dosan
- Lochlyn Munro jako Eddie
- Mark Gibbon jako Jake
- Peter Bryant jako Ralph
- Monique Ganderton jako Monique
- Michael Daingerfield jako Anthony
- William B. Davis jako Dr. Willhelm
- Jerry Trimble jako Carl
- Patrick Sabongui jako Luis